# Sadie Morgan
Sadie Morgan (28 de febrero de 1969) es una diseñadora inglesa. En 1995  funda dRMM con Alex de Rijke y Philip Marsh, estudio que gana el Premio Stirling en 2017.
En 2013, Morgan se transformó en la cuarta presidenta de la Architectural Association School of Architecture (AA) y la persona más joven en ocupar esta posición. Con anterioridad a su presidencia, Morgan fue tesorera honoraria de la AA entre 2009 y 2013.

## Premios y reconocimientos
Morgan fue nominada para el premio de Architects' Journal Women Architect of the Year y ganó en 2015 el Confederation of British Industry (CBI) First Women Award en reconocimiento de su carrera de veinte años y su contribución al entorno construido. Es miembro  de la  Royal Society for the Encouragement of Arts, Manufactures and Commerce. 
En 2016 le fue otorgado un doctorado honorario de la Universidad London South Bank. Ha sido nominada por Debrett como una de las 500 personas más influyentes de Gran Bretaña y fue la primera mujer en recibir el Building Magazine Personality of the Year Award.
En 2017 recibió el New Londoner of the Year Award por su trabajo en diseño comprometido con el nivel político más alto.